# Enciclopedia rock hard & heavy
Enciclopedia rock hard & heavy è un libro enciclopedico curato da Hans van den Heuvel e pubblicato originariamente nel 1989 nei Paesi Bassi dalla CenterBoek con il titolo di De Aardschok's hard rock en heavy metal encyclopedie.
L'Enciclopedia è dedicata alla musica hard rock ed heavy metal. L'edizione italiana fu pubblicata da Arcana Edizioni nel novembre del 1991, curata dal giornalista rock Beppe Riva e tradotta da Giovanni Andreotti, Alessandro Massara e Marina Petrillo.

## Il libro

### L'edizione olandese
La prima edizione dell'enciclopedia, curata da Hans van den Heuvel per la rivista Aardschok/Metal Hammer, uscì nei Paesi Bassi nel 1989 per la CenterBoek ed era composta da 351 pagine. La seconda edizione del 1992 constava di 385 pagine ed era pubblicata dalla Strengholt United Media. Il tomo questa volta era rilegato in brossura. Una terza edizione di 390 pagine fu poi pubblicata nel 1997 per la casa editrice Strengholt.

### L'edizione italiana
Dopo l'acquisizione dei diritti della De Aardschok's hard rock en heavy metal encyclopedie, la Arcana editrice affidò la traduzione dall'olandese a Giovanni Andreotti, Alessandro Massara e Marina Petrillo e la curatela della versione italiana al giornalista musicale Beppe Riva. Il giornalista operò così un revisione sostanziale del linguaggio usato dall'enciclopedia ed un ampliamento delle voci che erano allora rimaste alla versione del 1989. Riva, pur conservando tutte le voci, diede un netto taglio di dimensioni alle schede dedicate ai gruppi europei, al fine di "ristabilire un rapporto equilibrato tra le schede fondamentali e quelle minori". L'organizzazione del libro venne così mantenuta in ordine alfabetico, le discografie vennero ampliate di dettagli (anno, etichetta, paese della prima edizione, formato), vennero aggiornate le formazioni delle band ed aggiunte alle singole schede anche le opere soliste dei membri del gruppo. Al libro venne poi aggiunta una piccola appendice dal titolo Hard'n'Heavy italiano 1984-1991, curata da Paolo Cossali che presentava voci delle maggiori band metal italiane.
Il volume italiano era così composto di 844 pagine, nelle quali venivano descritti i gruppi musicali hard rock, heavy metal e AOR a partire dai pionieri come Cream, Jimi Hendrix e The Who fino agli inizi degli anni '90 con band come Warrior Soul, Jane's Addiction o Soundgarden.

## Edizioni
- (NL) Hans van den Heuvel (a cura di), Aardschok's hard rock en heavy metal encyclopedie, Weesp, CenterBoek, 1989, ISBN 9789050870597.
- Hans van den Heuvel (a cura di), Enciclopedia rock hard & heavy, edizione italiana a cura di Beppe Riva ; con un'appendice di hard & heavy italiano a cura di Paolo Cossali, Milano, Arcana, 1991, ISBN 88-85859-77-1.
- (NL) Hans van den Heuvel (a cura di), De hard rock & heavy metal encyclopedie, Strengholt United Media, 1992, ISBN 9789060108000.
- (NL) Hans van den Heuvel (a cura di), Hard rock & heavy metal encyclopedie, Uitgeverij Strengholt, 1997, ISBN 9789060109120.